# Manduca manducoides
Manduca manducoides är en fjärilsart som beskrevs av Rothschild 1894. Manduca manducoides ingår i släktet Manduca och familjen svärmare. Inga underarter finns listade i Catalogue of Life.

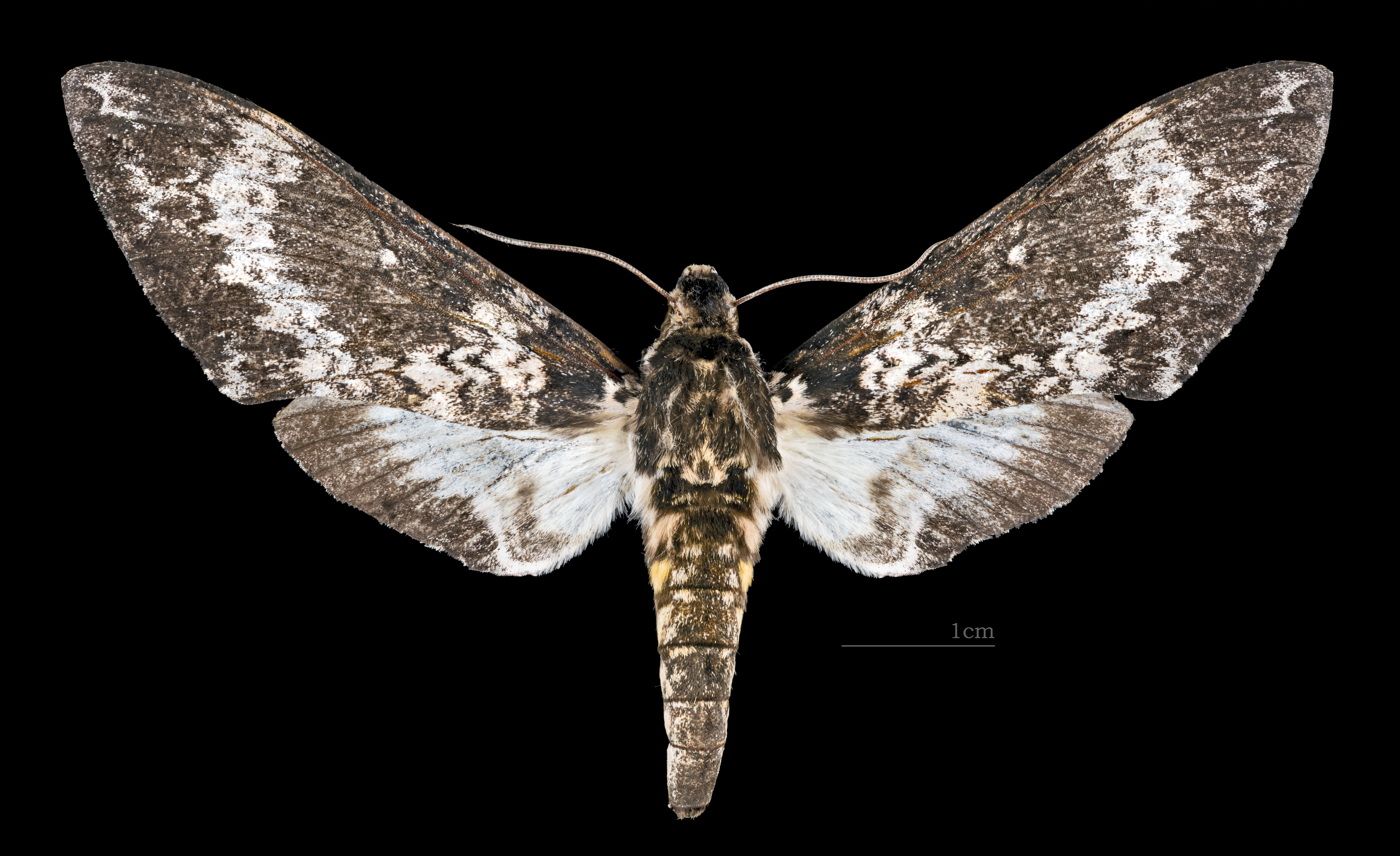
Manduca manducoides ♀
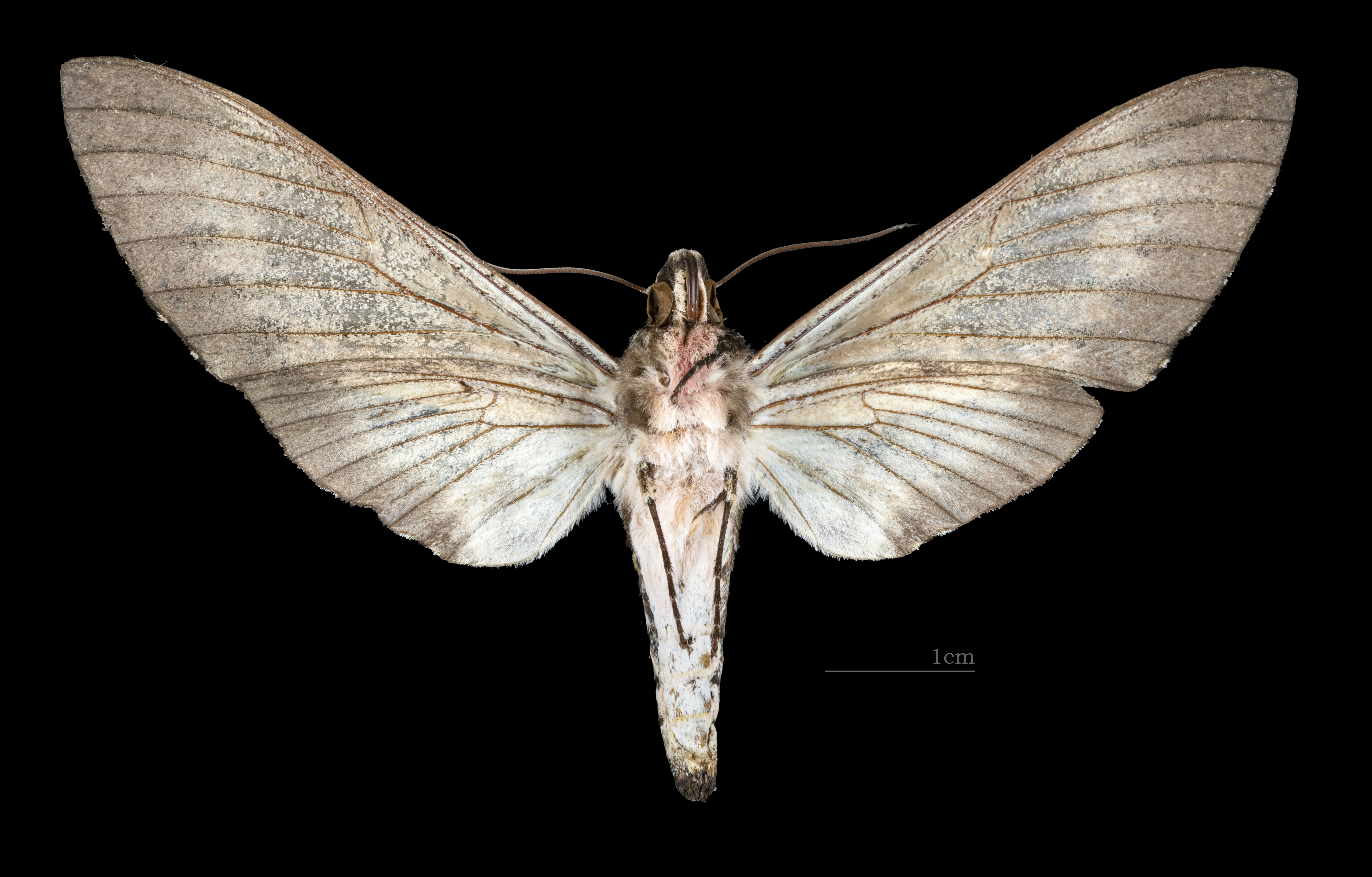
Manduca manducoides  ♀ △